# Canna (ostrov)
Canna (gaelsky Canaigh nebo Eilean Chanaigh) je nejzápadnějším ostrovem ze skupiny Small Isles v Hebridském moři ve skotském souostroví Vnitřní Hebridy. Cannu i s přilehlými ostrůvky spravuje organizace The National Trust for Scotland (NTS), která ostrov převzala v roce 1981 od jeho předchozího majitele, gaelského historika, environmentalisty, folkloristy a badatele Johna Lorne Campbella, jenž na Canně žil a hospodařil jako farmář. Z administrativního hlediska je Canna součástí skotské správní oblasti Highland.

## Geografie a geologie
Ostrov Canna spolu s přilehlým ostrovem Sanday, od nějž jej odděluje jen asi 50 metrů široký průliv, leží na západ od Rùmu, největšího z Malých ostrovů – Small Isles. Nejkratší vzdálenost mezi západním pobřežím ostrova Rùm a výběžkem ostrova Sanday je cca 3,5 km. Při členitém pobřeží ostrova Canna se nachází řada menších ostrůvků a skalisek. Zhruba 9 km na jihozápad od Canny se v Hebridském moři nachází vulkanický ostrůvek Hyskeir (gaelsky Òigh-sgeir), na kterém byl roce 1904 vybudován 39 metrů vysoký maják, jenž z jižní strany označuje vjezd do průlivu The Minch.

### Obyvatelstvo
Podle historických pramenů v 16. století žila na ostrově zhruba stovka obyvatel, o dvě století později to byl již dvojnásobek. V první polovině 19. století měl ostrov již 300 až 400 obyvatel, od druhé poloviny 19. století nastal výrazný pokles. V období od druhé poloviny 20. století až po počátek 21. století se počet obyvatel Canny a Sandaye pohyboval již jen okolo dvou desítek.

### Geologie
Canna i s přilehlými ostrůvky je vulkanického původu a je tvořena magmatickými horninami, jako je čedič nebo dolerit. Místy se vyskytují i tzv. torridonské pískovce. Při tuhnutí lávy se zde na řadě míst vytvářely šestiboké čedičové sloupce (nacházejí se např. na severních pobřežních útesech Canny nebo na ostrůvku Hyskeir), jaké jsou známy z řady míst na Zemi, ve Spojeném království například z ostrova Staffa nebo z Giant’s Causeway na pobřeží Severního Irska, a rovněž se vyskytují i v České republice (např. Panská skála). Severovýchodní výběžek ostrova Canny tvoří 139 m vysoký skalnatý Compass Hill. Své jméno získal proto, že magnetit (Fe3O4) s vysokým obsahem železa ve zdejším tufu dokáže ovlivnit lodní kompasy až do vzdálenosti 5 km od pobřeží.

## Historie
Ostrov Canna je bezprostředně spjat s historií křesťanství v období raného středověku. Písemná zmínka z roku 1203 potvrzuje, že ostrov patřil ke klášteru na ostrově Iona, avšak jeho křesťanská historie je pravděpodobně mnohem staršího data.

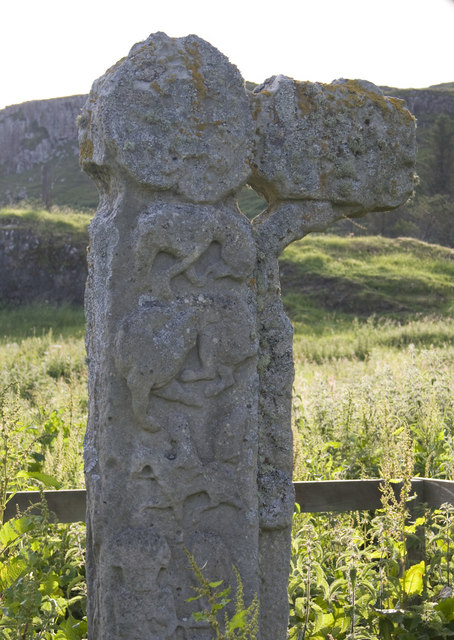
Keltský kříž na ostrově Canna

Existují úvahy, že Canna mohla být totožná s bájným skotským ostrovem Hinba, o němž se zmiňuje například svatý Adomnán z Iony (624 – 704). Starší historii ostrova dokládají i dva kamenné kříže z 10. století a pozůstatky kruhového opevnění kláštera z raného období, které se nacházejí na jihu ostrova v lokalitě Sgorr nam Ban-naomha. Ve středověku byl na ostrově zřejmě ženský klášter, což je dáváno do souvislosti s výkladem gaelského jména Sgorr nam Ban-naomha, znamenajícího "Travnatý svah svatých žen." V době od 9. do 13. století byl ostrov součástí tzv. Suðreyjar, jižní části Království ostrovů (gaelsky Rìoghachd nan Eilean, anglicky. Kingdom of the Isles), území, opanovaného Vikingy. Na Rubha Langan-innis na severu ostrova se nachází pohřebiště Uaigh Righ Lochlainn, což v překladu znamená "Hrob norského krále".
V období reformace se ostrov dostal do vlastnictví MacDonaldů z Clanranaldu. Po poklesu těžby kelpu z okolních vod MacDonaldové v roce 1827 prodali ostrov Donaldu MacNeilovi. V polovině 19. století bylo i obyvatelstvo Canny postiženo vysídlováním v rámci tzv. vyklízení Vysočiny (angl. Highland Clearances). V roce 1851 zaniklo sídlo A' Chill, které bylo do té doby hlavní obcí na ostrově. V roce 1881, kdy MacNeilové prodali ostrov glasgowskému rejdaři Robertu Thomovi, žilo na Canně již jen 57 lidí.
Badatel John Lorne Campbell, který Cannu koupil v roce 1938 a v roce 1981 ji pak daroval organizaci National Trust for Scotland, zemřel na ostrově ve svém domě Canna House v roce 1996. Manželka Johna Lorne Campbella, americká hudebnice Margaret Fay Shaw, zemřela na ostrově v roce 2004 ve věku 101 let.

## Životní prostředí
Na ostrově i v okolních vodách žije celá řada pozoruhodných živočichů. Z ptáků se zde například vyskytují orel mořský, orel skalní, dřemlík tundrový, sokol stěhovavý nebo papuchalk severní. V moři lze spatřit delfíny a menší velryby. Velký problém pro uchování životního prostředí představuje přemnožení potkanů a králíků, jejichž populaci se správa ostrova snaží všemožně omezovat. National Trust for Scotland trvale pečuje o památky a přírodu na ostrově a za tím účelem se snaží získat i vhodné pracovníky, kteří by se o životní prostředí na Canně starali. Jeden z bývalých kostelů proměnila organizace Hebridean Trust v roce 2001 v hostel a Centrum gaelských studií (Gaelic Study Centre). Vzhledem k náročným podmínkám a omezeným službám přesto mají obyvatelé tendenci ostrov opouštět – oproti roku 2011 se počet obyvatel Canny a Sandaye snížil z 21 na 18 v roce 2014.

## Doprava
Přístav se nachází v přírodní zátoce na pobřeží Canny naproti severnímu břehu ostrova Sanday. Podobně jako na okolních ostrovech, přístavní molo zde bylo modernizováno a zvětšeno v roce 2005. Pravidelnou lodní dopravu zajišťuje společnost Caledonian MacBrayne trajekty z Mallaigu.

## Fotogalerie

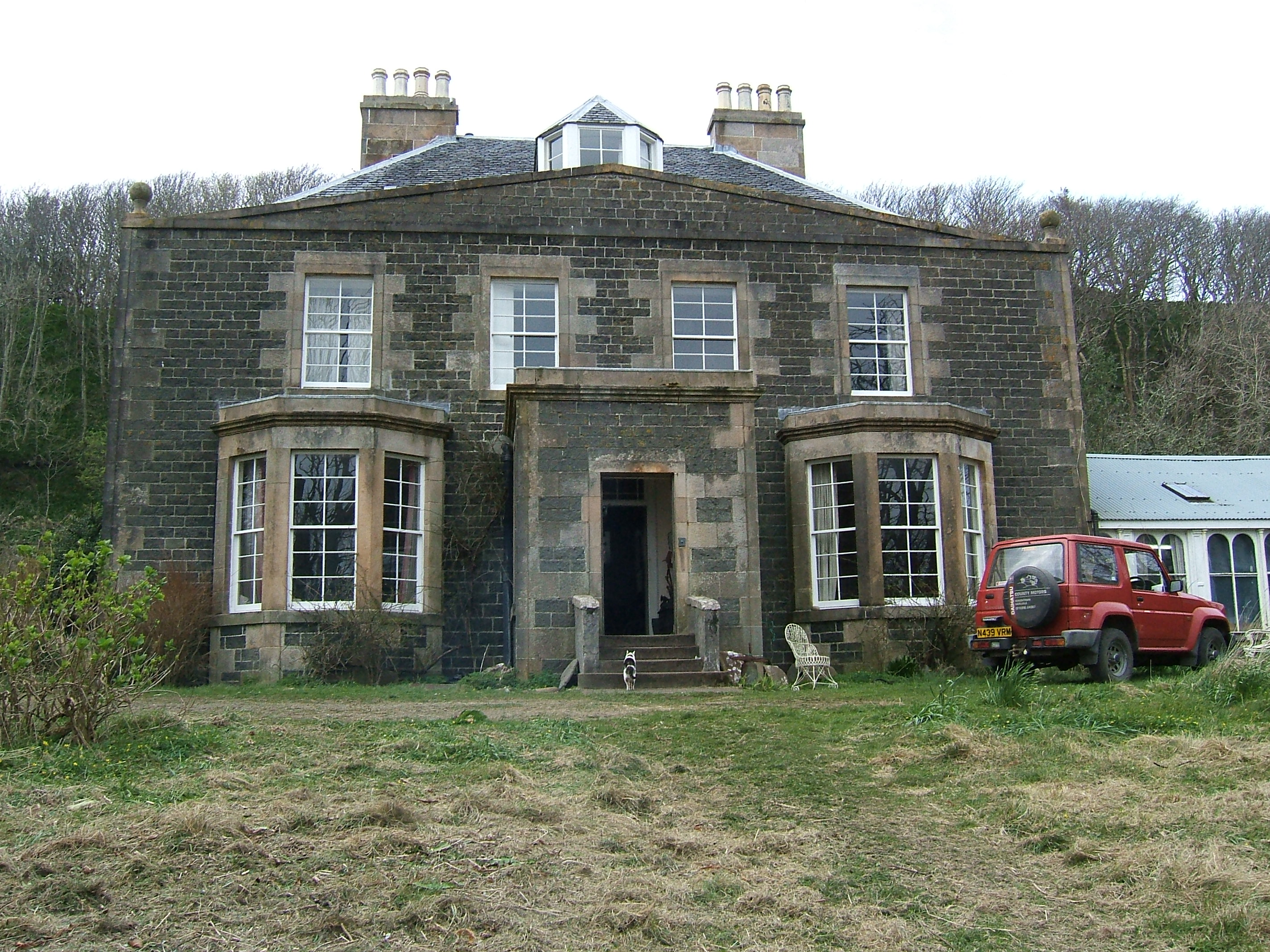
Canna House, sídlo posledního majitele ostrova
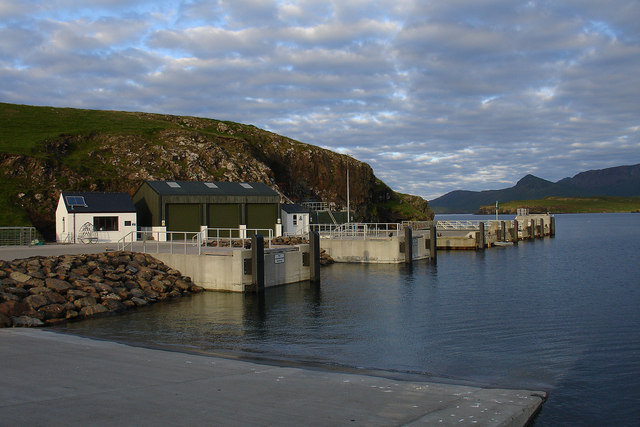
Nové přístavní molo z roku 2005 pro trajekty z Mallaigu
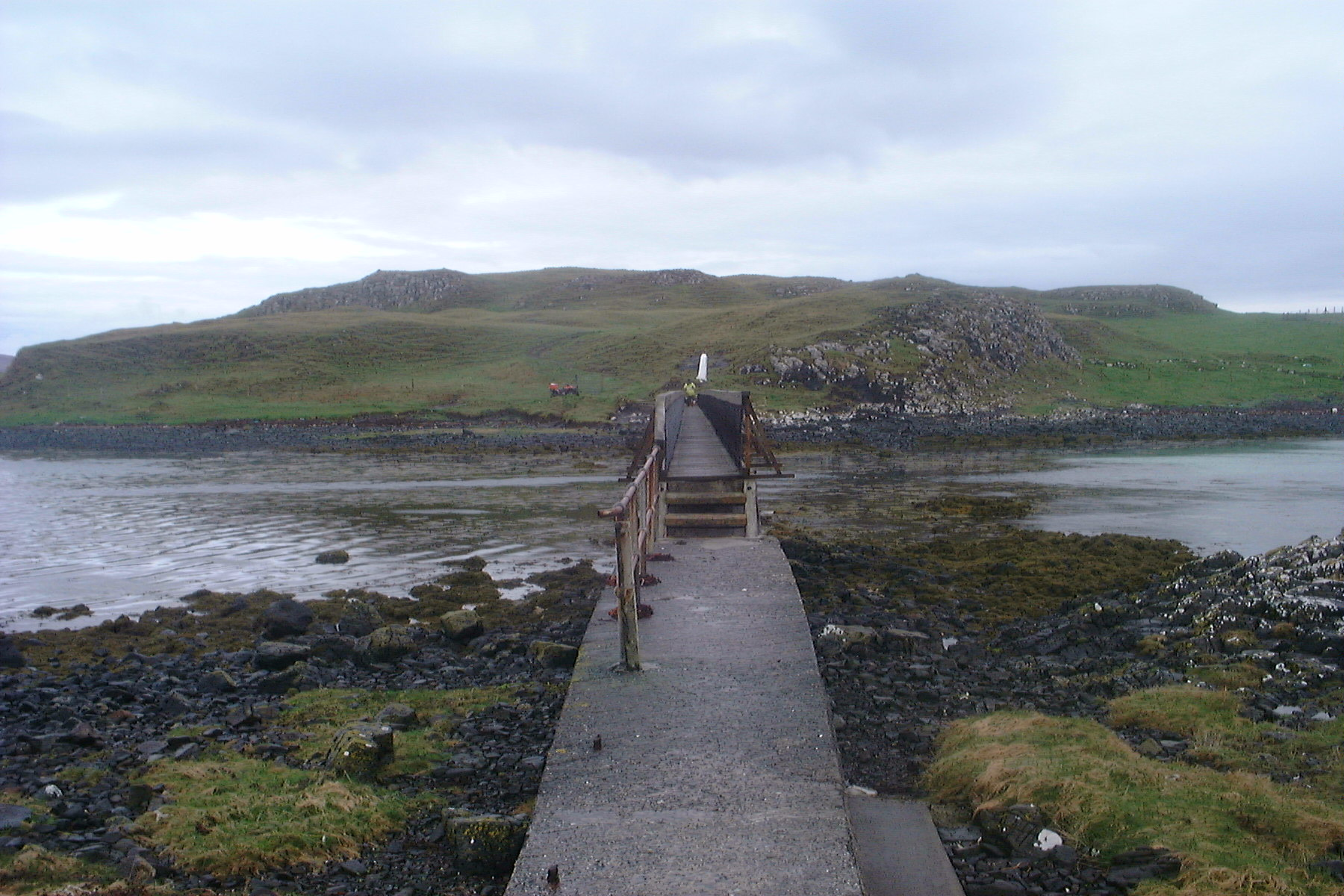
Stará lávka přes průliv mezi ostrovy Canna a Sanday
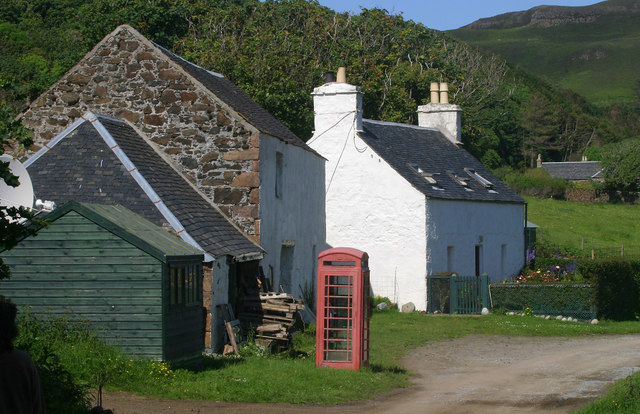
Ostrovní pošta (zelený domek vlevo) a jediný veřejný telefon
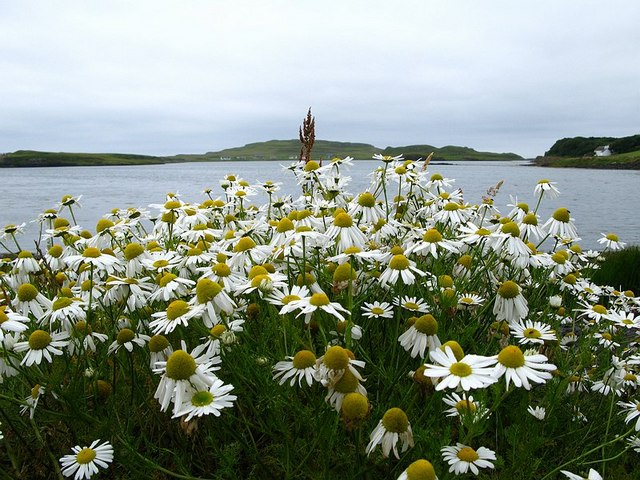
Kvetoucí louka nedaleko přístavu
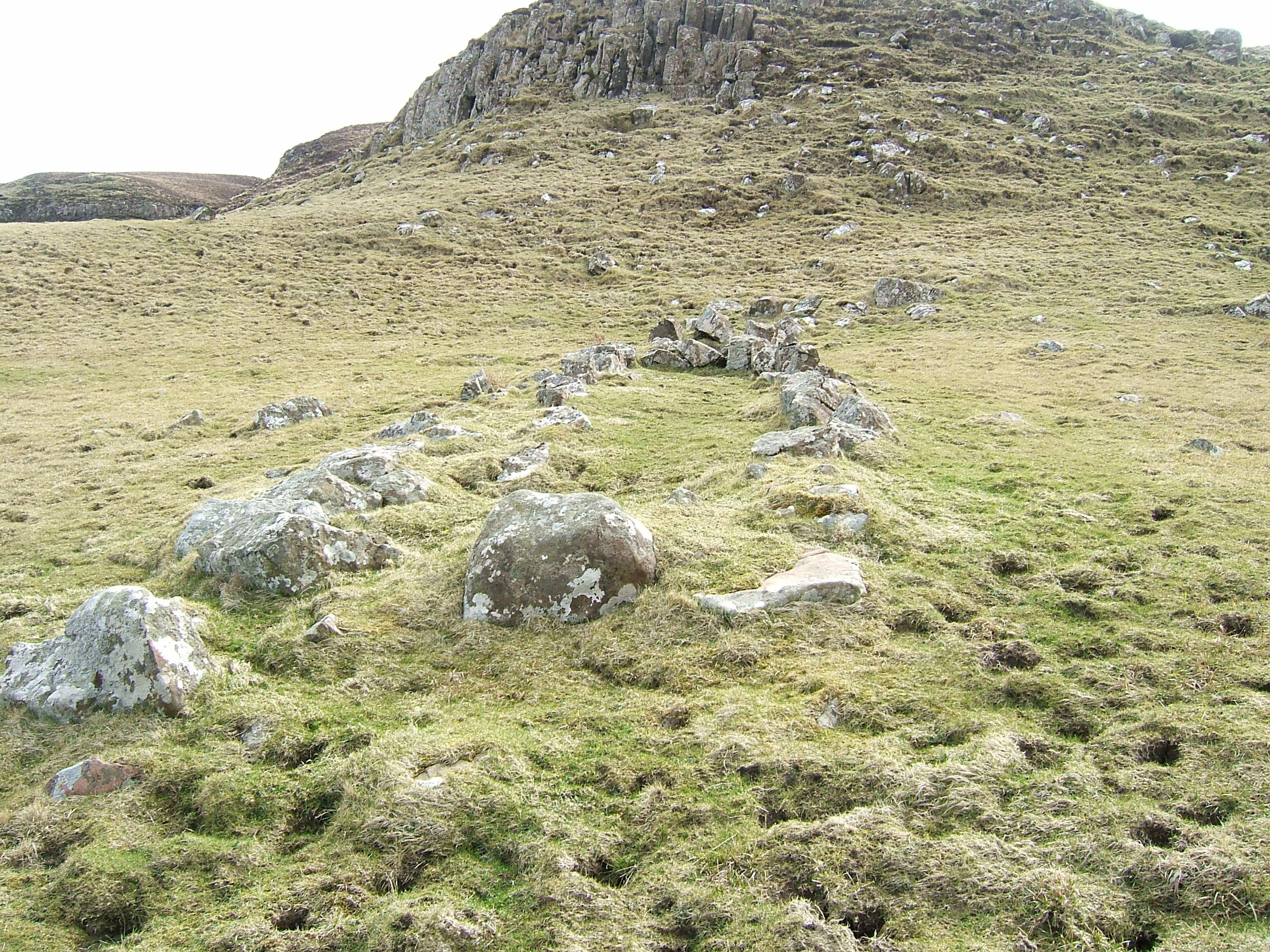
Pohřebiště Uamh Rìgh Lochlainn
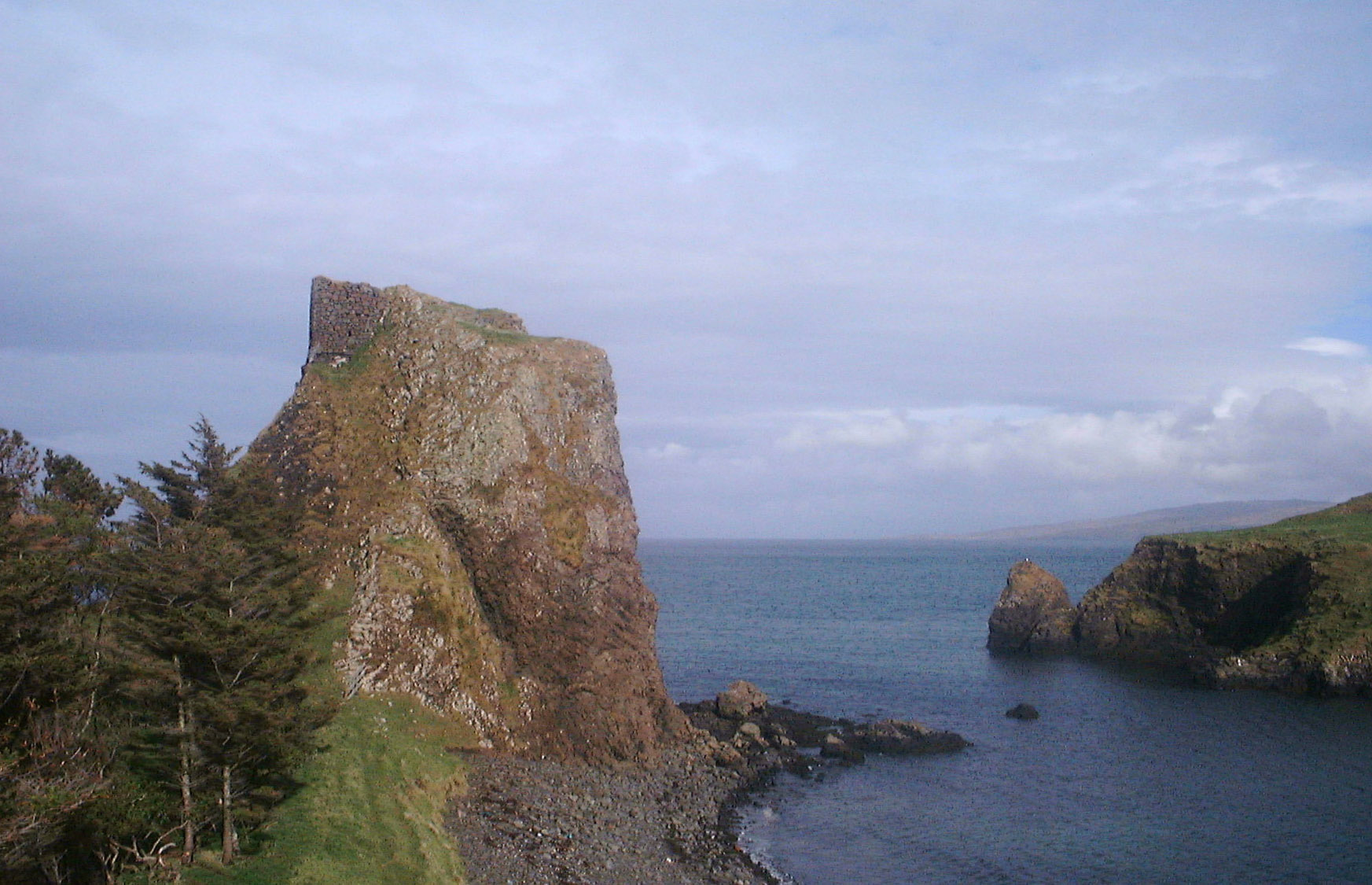
Coroghon, pozůstatky středověké pevnosti
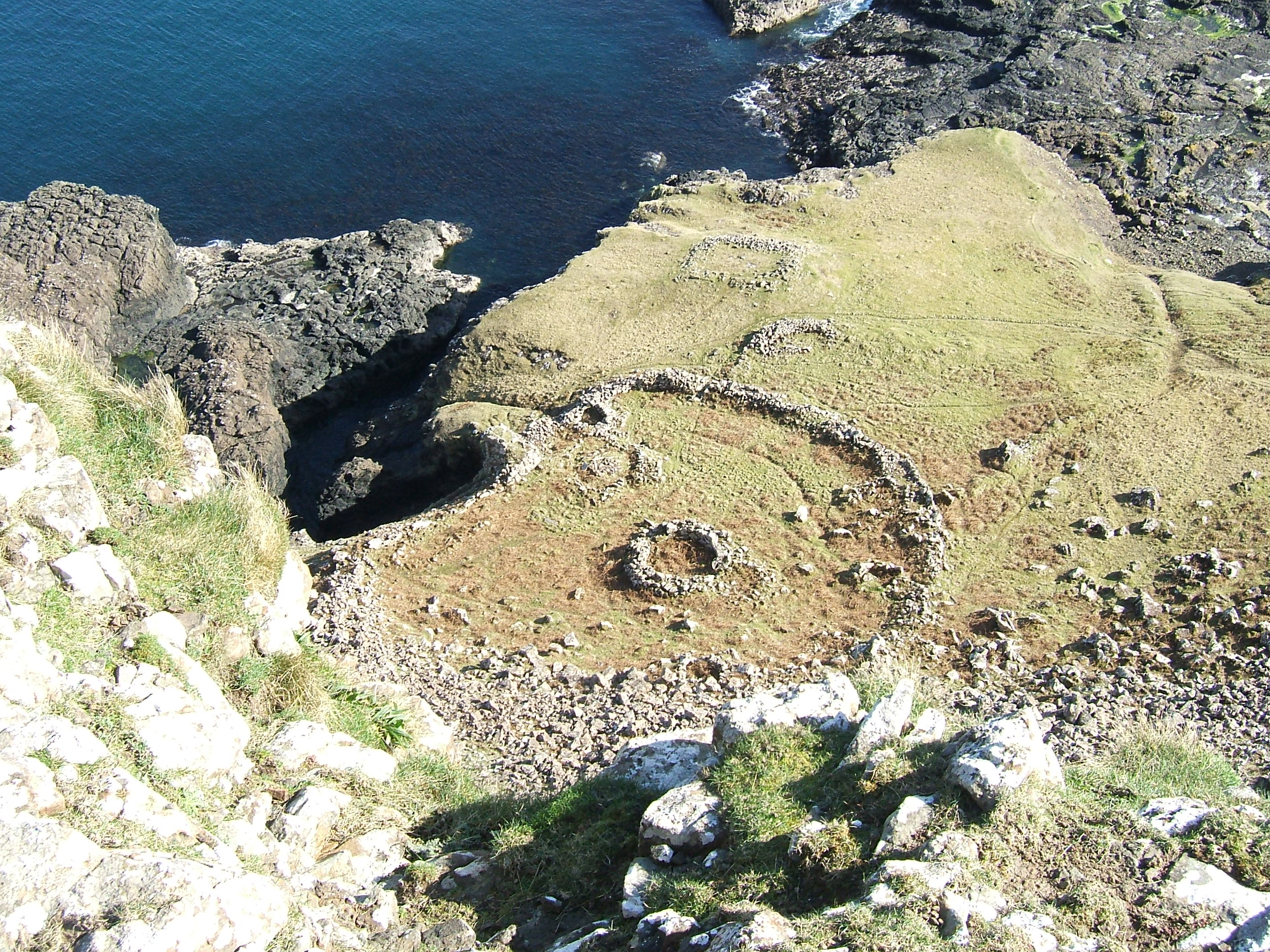
Základy někdejšího ženského kláštera
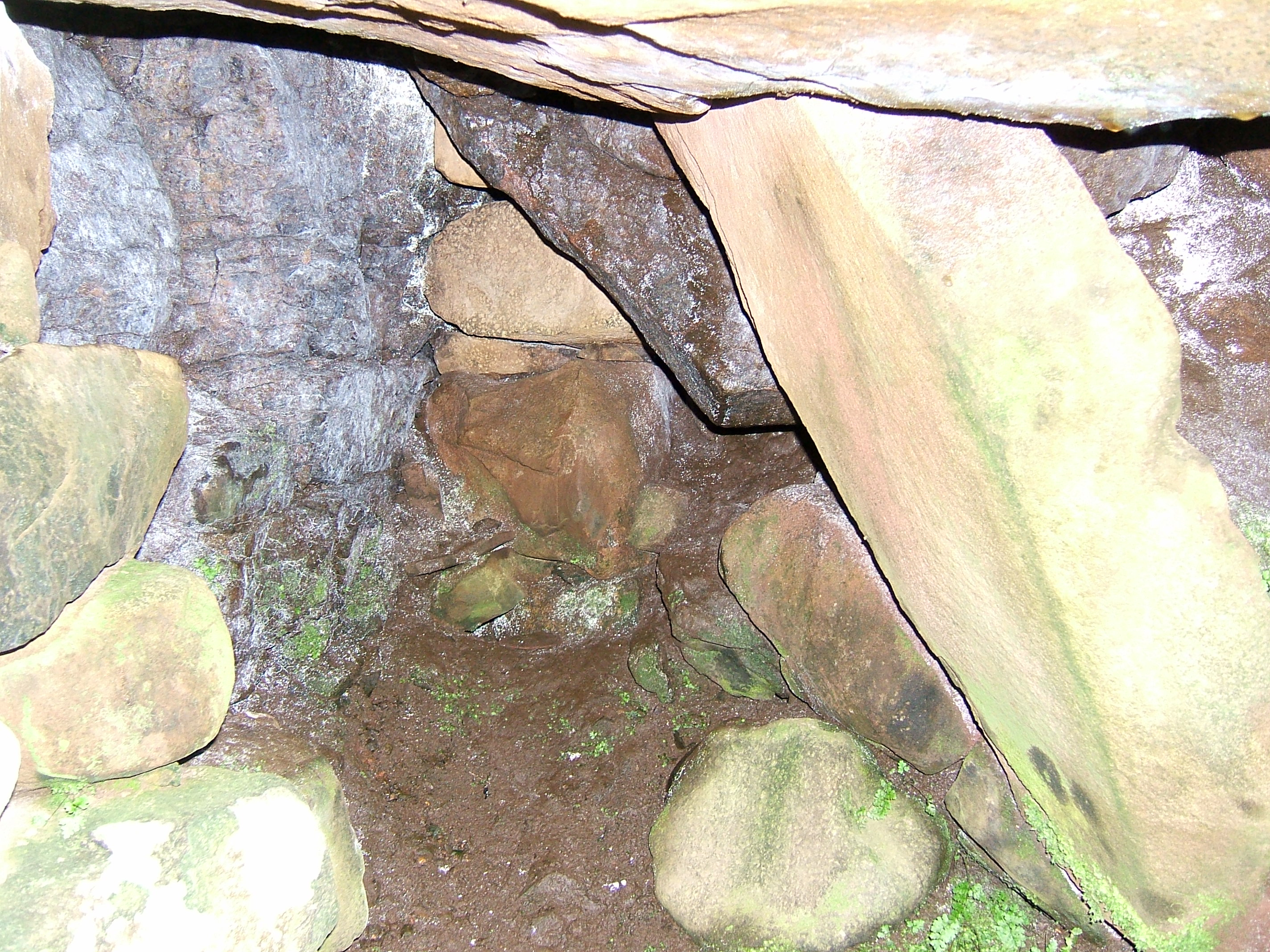
Podzemní prostora z období neolitu
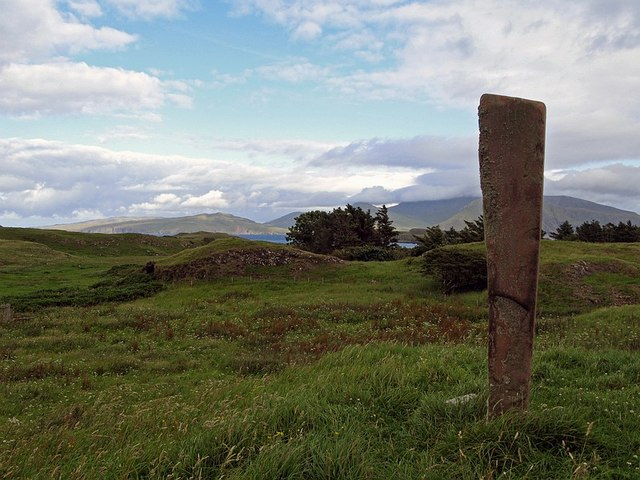
Kamenný sloup v místě zaniklé obce A'Chill